# إكسينقراطية
الإكسينُقراطية، أي السلطة الأجنبية، هي الدكتاتورية العسكرية التي يفرضها الغزاة الأجانب على أهل البلد التي استولوا عليه.